# 妙厳寺幼稚園
妙厳寺幼稚園(みょうごんじようちえん）は、埼玉県上尾市大字原市にある仏教系の私立幼稚園である。

## 概要
受入年齢は2歳児より5歳児（小学校入学前）まで。定員数は200名。
曹洞宗の妙厳寺に隣接する。卒園児数3,811名（2024年3月現在）。園舎面積1,565 m2。運動場面積1,316 m2。

## 沿革

### 年表
- 1969年（昭和44年）11月15日 - 学校法人原市学園設立。
- 1971年（昭和46年）3月9日 - 埼玉県より妙厳寺幼稚園の設置が認可される。
- 1971年（昭和46年）4月1日 - 開園。
- 2001年（平成13年） - 園舎の建て替えが行なわれる[1]。

## 教育目標
- 健康な心身を育てる
- 社会性を養う
- 創造性を培う
- 言語の発達を促す

## 教育内容
- 石井式漢字教育を取り入れ、漢字教育を実践。
- 仏教保育として、年4回の仏教行事や坐禅会、親子坐禅会など、仏教の考えや行いを通して、感謝の心や思いやりの心を育む。
- 幼児活動研究会コスモスポーツクラブ講師による体育指導を実施。
- カワイ英語教室講師による英語レッスンを実施。

## 保育時間
- 平日8時30分 - 14時
- 時間外保育として、7時30分 - 18時30分まで開園

## 園の行事
- 4月 - 入園式、2歳児クラス入室式、始業式、身体測定、クラス懇親会
- 5月 - 仏誕会、裸足遊び、個人面談
- 6月 - 公開保育、交通安全教室、避難訓練、消防署見学（年長組）、プール開き
- 7月 - 七夕、御霊祭り、終業式、宿泊保育（年長組）
- 8月 - 夏休み、始業式
- 9月 - 運動会予行演習
- 10月 - 運動会、遠足、さつまいも掘り、ハロウィン
- 11月 - 保育参観、マラソン大会、生活発表会予行演習
- 12月 - 成道会、生活発表会、クリスマス会、終業式、冬休み
- 1月 - 始業式、歌留多会・作品展、お店屋さんごっこ、避難訓練
- 2月 - 節分会、涅槃会、個人面談、卒園遠足（年長組）
- 3月 - 雛祭り、親子で遊ぶ会、お別れ会、卒園式、修了式、春休み

## 関係者
- 理事長：横井真之
- 園長：松田祐一

### 卒園者
- 岩井勇気（ハライチ）
- 澤部佑（ハライチ）

## 交通
- 埼玉新都市交通伊奈線（ニューシャトル）沼南駅・原市駅
- JR上尾駅東口4番バス乗り場から、朝日自動車「東大宮駅行き」に乗車。「上新町」バス停で下車後、徒歩4分。
- JR東大宮駅西口バス乗り場から、朝日自動車「上尾駅東口行き」に乗車。「上新町」バス停で下車後、徒歩4分。

## 周辺
- 妙厳寺
- さいたま水上公園
- 上尾運動公園
- 上尾市役所原市支所
- 原市団地
- 上尾市立原市保育所
- 上尾市立原市小学校
- 上尾市立原市中学校
- 上尾看護専門学校
- 上尾原市郵便局
- JAさいたま原市支店
- 原市公民館
- 愛宕神社
- 白樺公園
- 原市ふるさとの緑の景観地
- 天然温泉 花咲の湯
- むさしのグランドホテル
- 原市第一区公民館